# Main rhumatisante
 (23 mars 2019).
Améliorez-le ou discutez des points à vérifier. 

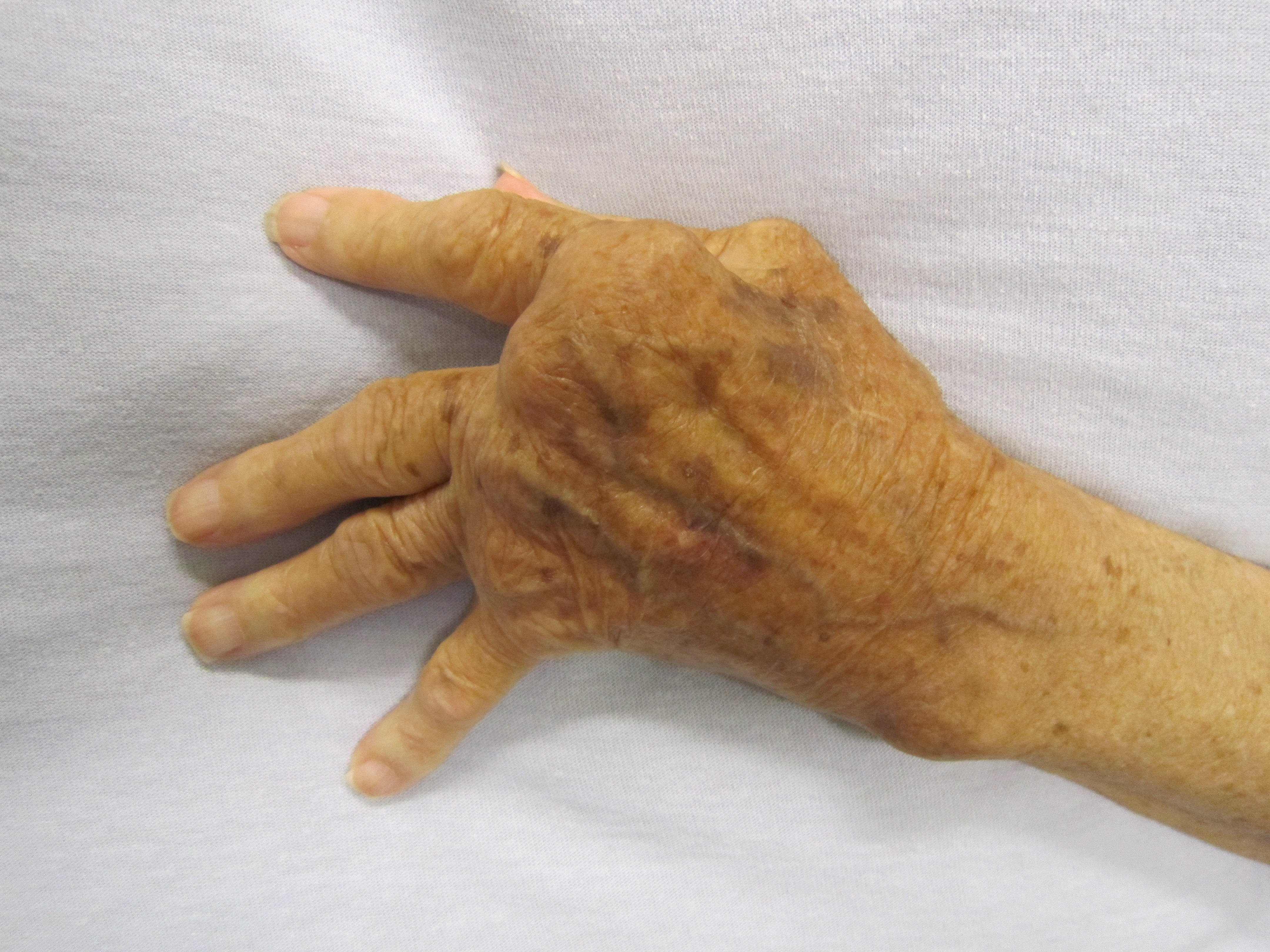
Main d'une personne atteinte de polyarthrite rhumatoïde sévère.

Le rhumatisme des mains est une maladie inflammatoire responsable de douleurs aux articulations des mains et des poignets. C'est une pathologie qui se déclare surtout chez les femmes. Les articulations touchées sont gonflées, douloureuses, et se déforment avec l'évolution de la maladie. L'arthrose et l'arthrite rhumatoïde sont les deux causes principales des mains rhumatisantes.

## Diagnostic
Les maladies les plus courantes causant les rhumatismes aux mains sont :
- l'arthrose
- la polyarthrite rhumatoïde
- la goutte
- l’hémodialyse
- le rhumatisme psoriasique

Périostite et synovite des articulations interphalangiennes proximales sont des signes autant anatomiques que remnographiques typiques en cas d’arthrite psoriasique.
Synovite avec érosions de la radio-carpienne, de la médio-carpienne, des carpo-métacarpiennes et des métacarpo-phalangiennes  sont des signes anatomiques et remnographiques typiques en cas de polyarthrite rhumatoïde.
| Affection              | Épidémiologie                                | Articulations habituellement atteintes                                                           | Lésions associées                                                                  | Signes radiographiques |
| ---------------------- | -------------------------------------------- | ------------------------------------------------------------------------------------------------ | ---------------------------------------------------------------------------------- | --- |
| Arthrose               | Périménopause F/H, 10/1                      | Articulation interphalangienne distale (IPD) CMP pouce                                           | Kyste mucoïde En rapport avec l’activité physique                                  | Pincement de l’interligne articulaire Ostéophytes périphériques                                                                            |
| Arthrite rumathoïde    | Rapport F/H : 4/1                            | articulation métacarpo-phalangienne (MP) Articulation radio-ulnaire distale (RUD) Radiocarpienne | Subluxation ulnaire-palmaire Déformations en « col de cygne » / « boutonnière »    | Ostéopénie Érosion articulaire Translation ulnaire du carpe                                                                                |
| Rhumatisme psoriasique | 5 à 7 % des personnes atteintes de psoriasis | Articulation interphalangienne distale (IPD) Articulation interphalangienne proximale (IPP)      | Altérations de l’ongle dans 80 % des cas Psoriasis Gonflement fusiforme des doigts | Ankylose interphalangienne distale (ID) Déformation « crayon dans tasse » Rhumatisme mutilant                                              |
| Goutte                 | Hommes, 20 à 40 ans                          | Articulation interphalangienne distale (IPD) Articulation interphalangienne proximale (IPP)      | Tophus Syndrome du canal carpien                                                   | Masses nodulaires des parties molles Lésions périarticulaires à l’emporte-pièce Conservation de l’interligne articulaire à un stade tardif |